# Saleh Gomaa
Saleh Gomaa (Abu Zeniema, 1 de agosto de 1993) é um futebolista profissional egípcio que atua como meia.

## Carreira
Saleh Gomaa integrou do elenco da Seleção Egípcia de Futebol da Olimpíadas de 2012.